# Conus asiaticus
Espèce
Statut de conservation UICN

 LC  : Préoccupation mineure
Conus asiaticus est une espèce de mollusques gastéropodes marins de la famille des Conidae.
Comme toutes les espèces du genre Conus, ces escargots sont prédateurs et venimeux. Ils sont capables de « piquer » les humains et doivent donc être manipulés avec précaution, voire pas du tout.

## Description
La taille d'une coquille adulte varie entre 35 mm et 52 mm.

## Distribution
Cette espèce marine est présente dans l'océan Pacifique au large des Philippines et du Japon et dans la mer de Chine méridionale au large du Vietnam.

### Niveau de risque d’extinction de l’espèce
Selon l'analyse de l'UICN réalisée en 2011 pour la définition du niveau de risque d'extinction, cette espèce est présente dans une large gamme et vit dans des eaux plus profondes. Bien qu'elle soit rare sur le marché, il n'y a pas de menaces connues à l'heure actuelle. Cette espèce est classée dans la catégorie préoccupation mineure.

## Taxonomie

### Publication originale
L'espèce Conus asiaticus a été décrite pour la première fois en 1985 par le malacologiste américain António José da Motta (d) (1913-2003) dans la publication intitulée « La Conchiglia »,.

### Synonymes
- Conus (Phasmoconus) asiaticus da Motta, 1985 · appellation alternative
- Phasmoconus asiaticus (da Motta, 1985) · non accepté

### Sous-espèces
- Conus asiaticus asiaticus da Motta, 1985
- Conus asiaticus lovellreevei G. Raybaudi Massilia, 1993

## Identifiants taxonomiques
Chaque taxon catalogué par les bases de données biologiques et taxonomiques possède un identifiant qui permet d'établir un point de référence. Les identifiants de Conus asiaticus dans les principales bases sont les suivants :
AFD : Conus_(Phasmoconus)_asiaticus - CoL : XWXK - GBIF : 5795784 - iNaturalist : 431842 - IRMNG : 10794609 - TAXREF : 137806 - UICN : 192551 - 